# Whydah (Schiff)
Koordinaten: 41° 53′ 31,2″ N, 69° 57′ 33,8″ W
Das englische Schiff Whydah [ˈwɪdɑ] wurde 1716 als Sklaventransporter gebaut und benannt nach Ouidah, einem Umschlagplatz für Sklaven an der westafrikanischen Küste im heutigen Benin. Der Name bedeutet „Paradiesvogel“. Bereits Anfang 1717 wurde das Schiff von Piraten gekapert. Unter dem Seeräuber Sam Bellamy beförderte es den größten bekannten Piratenschatz aller Zeiten.

## Geschichte
Im Februar 1717 wurde das Sklavenschiff in der Windward-Passage von der Piratenflotte des Sam Bellamy entdeckt. Nach dreitägiger Verfolgungsjagd wurde es von Kapitän Lawrence Prince kampflos übergeben. Die Seeräuber erbeuteten kostbare Waren, wie Rum, Rohrzucker, Melasse, Luxusgüter, Gold und Silber im Wert von 20.000 bis 30.000 Pfund Sterling. Angeblich war unter den beschlagnahmten Edelsteinen ein Rubin von der Größe eines Hühnereis. Die Whydah war noch in sehr gutem Zustand, so dass Bellamy sie zu seinem Flaggschiff machte. Seine Crew, die sich „Robin Hoods Männer“ nannte, zählte bald über 150 Mann, 30 davon entflohene Sklaven. Nachdem die Piraten die jamaikanische Fregatte Tanner gekapert und Zucker, Indigo und Silber im Wert von 5000 Livres erbeutet hatten, befand sich der größte Piratenschatz, von dem die Geschichtsschreibung bis heute berichtet, an Bord der Whydah. Vor dem Entern des Schiffes war Bellamy nämlich bereits 18 Monate lang auf Beutezug gewesen und hatte keine Möglichkeit, seine Schätze zuvor abzuladen.
In der Nacht vom 26. zum 27. April 1717 warf ein Hurrikan nur 150 Meter vor Cape Cod, dem Zielhafen, die Whydah auf eine Sandbank. Bald darauf sank sie, nur zwei Männer überlebten. Einer von ihnen war der 23-jährige Schiffszimmermann Thomas Davis. Er wurde als Pirat vor Gericht gestellt, konnte aber glaubhaft machen, dass er nur unter Zwang mitgemacht habe. Er wurde freigesprochen. 

## Geschichte ihrer Wiederentdeckung
Am 20. Juli 1984 entdeckte der US-Amerikaner Barry Clifford die erste Münze des versunkenen Schatzes. Clifford, mit den Geschichten der Seefahrer in Cape Cod aufgewachsen, gründete nach der Hebung von rund einem Sechstel des Schatzes das Whydah-Museum, mit 200.000 Ausstellungsstücken mit einem Wert zwischen 20 und 40 Millionen US-Dollar. Am 19. Juli 1998 entdeckte man auch den Rumpf des Schiffes.

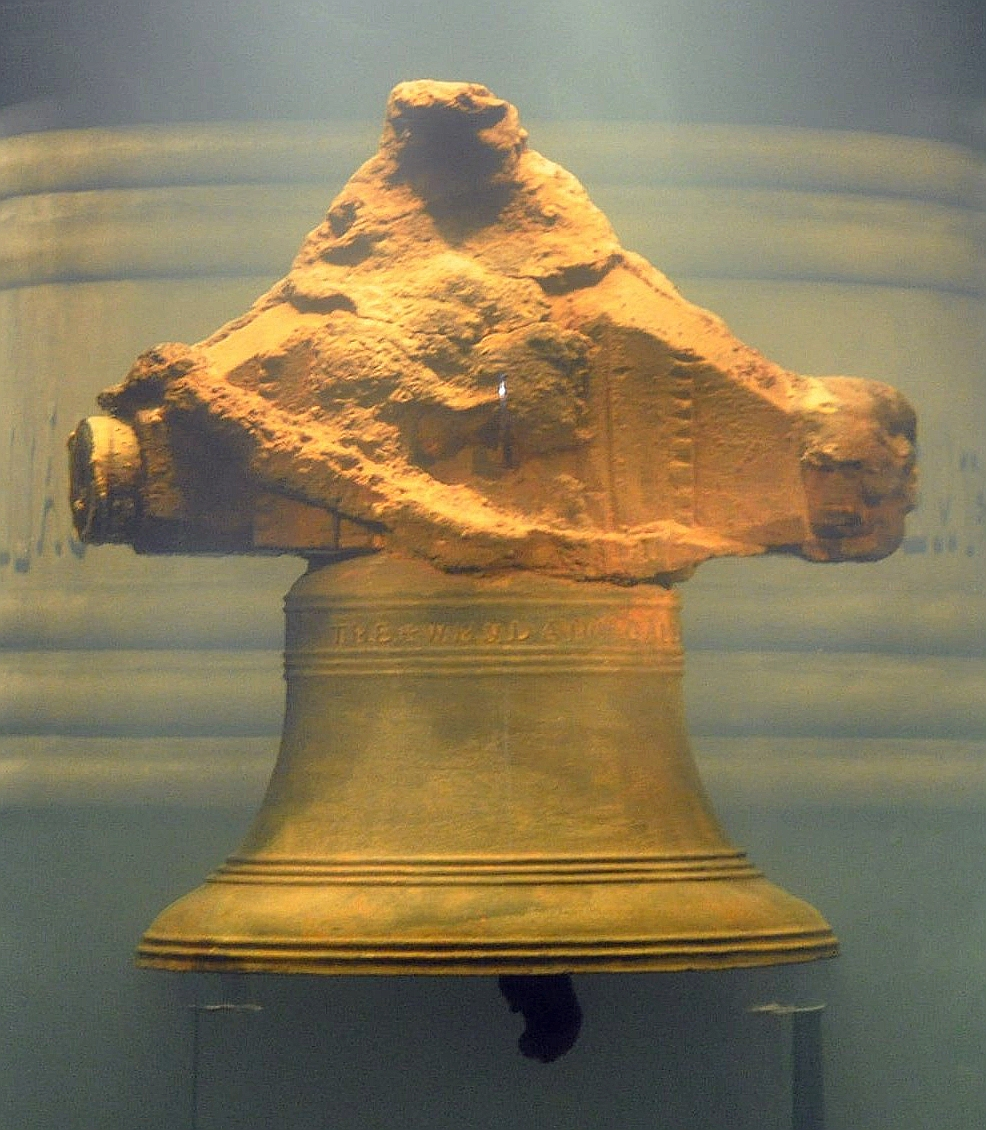
Die Schiffsglocke mit der Inschrift „THE WHYDAH GALLY 1716“

## Weitere Funde von Piratenschiffen
Die Whydah ist eines von nur fünf Schiffswracks, bei denen feststeht, dass es sich um Piratenschiffe handelte. Neben der Queen Anne’s Revenge, dem Flaggschiff von Blackbeard, welches 1996 Mark Wilde-Ramsing entdeckte, wurde außerdem die 1701 gesunkene Speaker des Piraten John Bowen († 1704) vom Historiker Patrick Lizé 1980 vor der Küste von Mauritius gefunden. Im Februar 2000 wurden die (vermeintlichen) Überreste von William Kidds Schiff Adventure Galley vor Madagaskar entdeckt. Das letzte gefundene, eindeutig als Wrack eines Piratenschiffs identifizierte Schiff ist die 1721 gesunkene Fiery Dragon von William Condon, die ebenfalls von Barry Clifford im Jahr 2000 im Hafen der Île Sainte-Marie vor Madagaskar gefunden wurde.

## Film
- Kathryn Taylor: Das Gold des Piraten. Dokumentation der Grabungen am Wrack der Whydah, Vereinigtes Königreich 2008, 50 min.[2]